# Lidé.cz
Lidé.cz byl web provozovaný portálem Seznam.cz, který nabízel internetovou seznamku a chat. V minulosti Seznam.cz na stejné adrese provozoval ve spolupráci s webem Pinknet jeden z nejstarších adresářů uživatelů českého internetu pod titulem „Lidé na síti a jejich emailové adresy“.
K ukončení provozu webu došlo 14. prosince 2020.

## Funkce
Uživatelům stránky umožňovaly vytvořit si vlastní profil, hledat v profilech ostatních (dle orientace, věku, pohlaví a lokality), psát do diskuzí a možnost vytvářet páry k soukromému zasílání zpráv.

## Historie
Historie webu Lidé.cz sahá až do roku 1997, kdy byl na webových adresách lide.cz, lide.seznam.cz a lide.pinknet.cz spuštěn společný projekt Seznamu a Pinknetu, který se prezentoval jako první nástroj k hledání lidí na českém internetu s rozsáhlou databází e-mailových adres chráněnou proti vykrádání a s vyhledávačem podporujícím českou diakritiku. V roce 1998 bylo v adresáři 40 000 unikátních e-mailových adres, v polovině roku 2000 to bylo 65 000 a mimo jiné přidáváním adres z nově spuštěného webmailu Seznam Email tento počet ještě před koncem roku 2000 nastoupal až na 200 000 adres. Provoz adresáře e-mailových stránek na adrese lide.cz byl ukončen k 1. květnu 2002, odkdy pokračoval již pouze na lide.pinknet.cz bez další účasti Seznamu. V rámci Pinknetu fungovala stará aplikace Lidé bez významných změn až do roku 2010.
V roce 2002 spustil Seznam na webu Lidé.cz novou chatovací službu, která nahradila jeho starý chat známý pod názvem Chata Seznam. V létě 2003 byla nabídka webu rozšířena o možnost tvorby blogů. a přibyla také diskuzní fóra a pravidelná fyzická setkání členů komunity. Počátkem roku 2004 dostaly stránky nový design. V srpnu 2004 se od chatu oddělila samostatná sekce Seznamka a web tehdy uváděl celkem více než 1,2 milionu zaregistrovaných uživatelů. V září 2005 byli Lidé.cz propojeni s webem Spolužáci.cz a na webu se objevily i on-line hry; na jaře 2006 přibyly též soutěže; v létě 2007 on-line videopůjčovna a prodej reklamních předmětů Seznam.cz V této podobě web vydržel až do poloviny září 2008, kdy na něm bylo 646 555 profilů mužů a 772 198 žen.
V září 2008 byla spuštěná nová verze portálu Lidé.cz, která dala větší prostor uživatelským fotogaleriím, nově zařadila sekci videí ze Stream.cz a zavedla on-line jazykové kurzy ve spolupráci se společností LangMaster. Do budoucna slibovala též on-line učebnice předmětů pro základní a střední školy.
V říjnu 2008 web ve spolupráci s mediální skupinou Lagardere ČR umožnil přijímat vysílání 15 stanic internetových rádií ve vyskakovacím okně webového prohlížeče. V polovině září 2010 tato spolupráce skončila a vysílání se přemístilo na weby jednotlivých radií.
V březnu 2014 služba prošla výraznou změnou. Velká část funkcionality byla odstraněna, či změnila chování a celý portál začal být prezentován jako seznamka a chat (dříve jako sociální síť). Dále k webu přibyly mobilní aplikace pro Android a iOS.
V listopadu 2020 bylo oznámeno plánované ukončení webu dne 14. prosince.

## Postavení na trhu
Na český trh přišel tento web dříve než podobný web Líbímseti.cz či česká lokalizace nadnárodního Facebooku. Na začátku února 2009 mezi českými webovými sociálními sítěmi vedli Spolužáci.cz (patřící rovněž společnosti Seznam.cz), Lidé.cz v té době měl dvacetiprocentní podíl na tomto segmentu trhu a Facebook osmi procentní podíl, klesající tendenci měl v té době web Líbímseti.cz.
V dubnu 2009 provedla agentura Millward Brown dotazníkový průzkum oblíbenosti webových sociálních sítí mezi českými uživateli, v němž se na prvním místě umístili Spoluzaci.cz (29 %), na druhém Lide.cz (18 %), na třetím Libimseti.cz (11 %) a na čtvrtém Facebook (8 %, v té době tam bylo údajně registrováno asi 800 tisíc lidí z České republiky). Podle návštěvnosti v dubnu 2009 byli mezi českými weby na prvním místě Lide.cz (1 798 850 návštěvníků), na druhém Spoluzaci.cz (1 415 467 návštěvníků) a na třetím Libimseti.cz (1 044 144 návštěvníků).
V době svého vzniku byl web Lidé.cz na relativně vysoké úrovni, ale s nastupující konkurencí se nestačil inovacemi vyrovnávat. Tato trojice patří v českém prostředí mezi nejčastěji zmiňované komunitní weby, mezi nejvýznamnější sociální sítě patřil web Spolužáci.cz. Zatímco Twitter se mezi českými uživateli příliš neuchytil, Facebook v první polovině roku 2010 v popularitě mezi českými uživateli internetu všechny české sociální sítě předstihl.
Na konci března 2007 provozovatel oznámil dosažení milionu registrovaných uživatelských profilů, z čehož žen je asi o 70 tisíc více než mužů. Lupa.cz doporučila brát údaje s notnou rezervou, protože nemusí platit, že každý uživatel má jen jeden profil.
V červenci 2008 podle NetMonitoru měl web Lidé.cz 1 494 600 reálných uživatelů, průměrný reálný uživatel zde strávil 284 minut.
Podle měření NetMonitor společnosti Mediaresearch byl v září 2010 web Lidé.cz mezi českými weby na druhém místě v počtu zobrazených stránek, ačkoliv podle počtu návštěvníků byl až čtrnáctý. Od roku 2010 do března roku 2014 ztratil web Lidé.cz vlivem konkurence zahraničních sociálních sítí zhruba polovinu uživatelů a v březnu roku 2014 se návštěvnost pohybovala nad hranicí 750 000 RU. Po redesignu z dubna 2014 se jeho návštěvnost v měsíci červenci 2014 pohybuje na hranici 370 000 RU měsíčně a dále se propadá. Po dalších třech letech je v červenci 2017 už pouze 28 000 RU.

## Komunitní projekty na Lide.cz
S rozvojem chatu Lide.cz přišla i lidová tvořivost, díky které, zvláště v programátorských komunitách, vznikly různé projekty týkající se chatu, uživatelských profilů a podobně. Nejvýraznějším projektem na Lide.cz byla IRC brána LideGW psaná v jazyce Python, která umožňovala chatovat na Lide.cz přes většinu IRC klientů. Původní IRC brána LideGW, vytvořené programátorem s přezdívkou Gimper, byla udržována a rozšiřována dalšími programátory a vedle ní vznikaly i další klony (např. projekt jLideGW psaný v jazyce Java, nebo nedokončený projekt CLideGW psaný v jazyce C++). Především díky IRC bránám se na chatu Lide.cz začaly objevovat i boti, kteří měli celou škálu funkcí (např. poskytování základních informací příchozím návštěvníkům chatovací místnosti, přijímání příkazů od jejich operátorů, posílání vzkazů). Byli používáni již existující IRC boti, jako třeba Eggdrop, ale vznikly i úplně nové projekty botů určené přímo pro chat Lide.cz, používající buď některou z uvedených IRC bran, nebo se k Lide.cz připojovaly přes vlastní parsovací mechanismus. Přístup společnosti Seznam stojící za provozem chatu Lide.cz tyto projekty nijak nepodporoval a spíše se je, alespoň ze začátku, snažil zničit a to zřejmě kvůli nezobrazování reklamy v IRC klientech. S příchodem nového designu a funkcionality webu Lide.cz v roce 2014 došlo i k rozbití kompatibility všech těchto projektů a k jejich následné nefunkčnosti.

## Aplikace
Na Google Play byla dostupná aplikace, mobilní verze, této seznamky. Byla také dostupná pro OS Android 3.0 a vyšší a doposud překročila hranici 100 000 stažení.